# Somlóvásárhely
Somlóvásárhely község Veszprém vármegyében, a Devecseri járásban.

## Fekvése

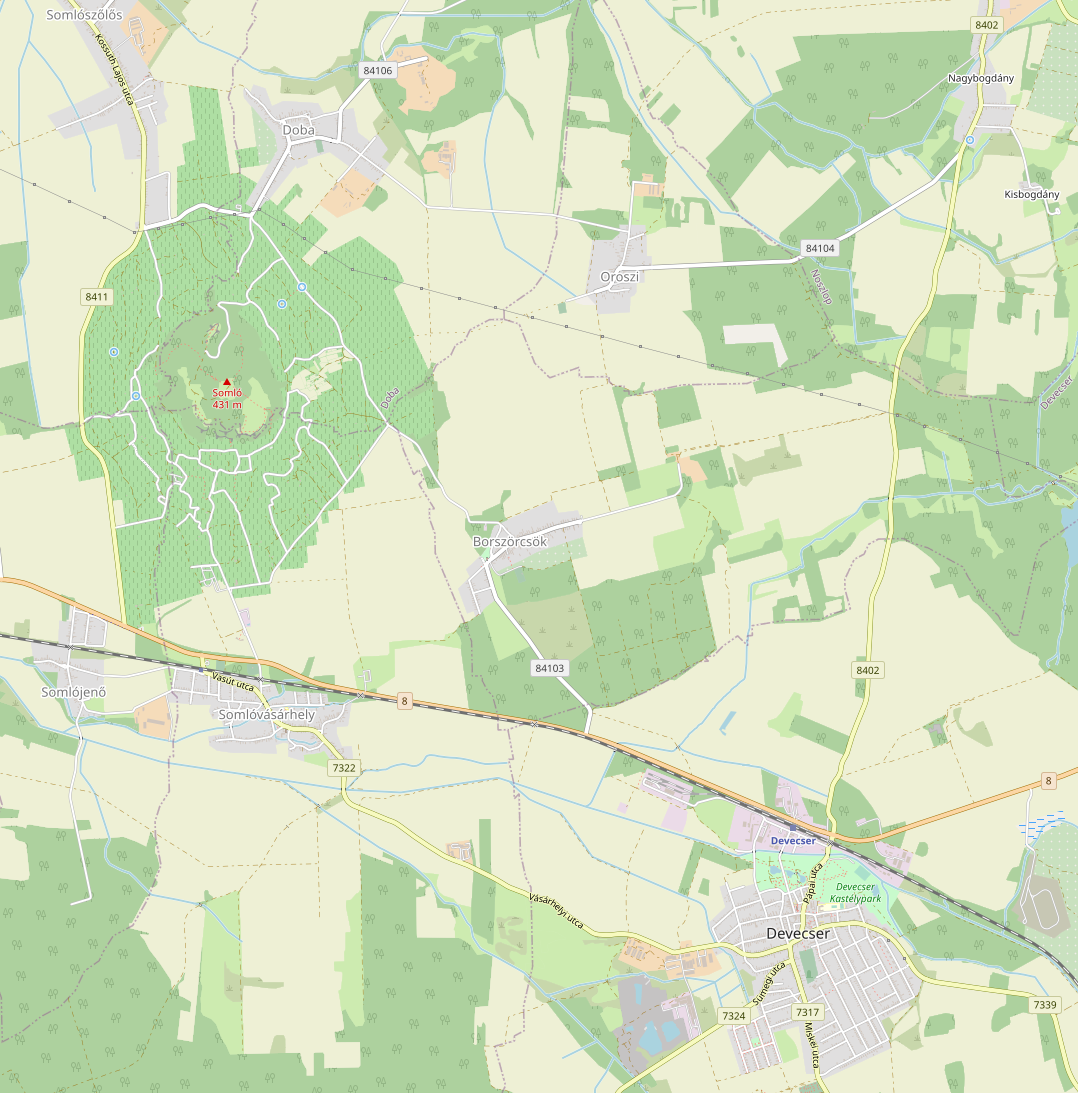
A község környékének térképe

A a Veszprém–Devecseri-árokban, a Torna-patak völgyében helyezkedik el, Devecser város nyugati szomszédságában. Közigazgatási területén, a falu északi szélén elhalad a 8-as főút is, de a belterületén csak a 7322-es út vezet keresztül.
Érinti a községet a Székesfehérvár–Veszprém–Celldömölk–Szombathely-vasútvonal is, Somlóvásárhely megállóhely közvetlenül a 7322-es út és a vasút keresztezésénél helyezkedik el.

## Nevének eredete és korai említése
Eredeti neve „Somló” volt, ami a környékére jellemző som szó származéka. Mivel a Szent Lambertról nevezett premontrei apácakolostor állott itt, azért kapta ’’Apácasomlya’’ nevét.
- 1270: Appachasomlya (Csánki lIl. 215);
- 1363: Wassarhel (uo.);
- 1367: Apachavasarhel, civitas Wasarushel (uo.);
- 1548: oppiduni Vasarhel (L 77. 26/4);
- 1678: Vásárhel város (L 12. 73/3. sz.)
- 1687: Székes Vásárhely (L 129. 4. 1687. nr. 42);
- 1734: Vásárhell mező város (L 81. 1734. júl. 28. 13-as boríték);
- 1775. aug. 9.: Nagy Vásárhely (L 69).

## Története
Vásárhely Veszprém vármegye nyugati részének jelentős történelmi hagyományokkal rendelkező települése, a középkorban mezőváros (oppidium) volt. Például 1488-ban Pápa után a legnagyobb összeggel, 104 forinttal járult hozzá az országos adóhoz. A település a Szent Lambertról nevezett premontrei apácakolostor alapításával létrejött jobbágyfaluként keletkezett. A kolostor 1325-ben Károly Róbert királytól heti vásár tartására és helypénz szedésére kapott engedélyt, innen 1363 óta adatolható a Vásárhely elnevezése.
A településen korábban folyt régészeti kutatások tanúsága szerint a térség már az őskortól kezdve, az ókorban (római kori nyomok) és népvándorlás-korban (tumulus) lakott volt.
A közép-és az újkorban hosszú ideig a vármegye székhelye volt. Ismeretes heti és országos vásárja, valamint vámja. Egyben a vásárhelyi monostor jószágának központja, innen igazgatják a Lovas, Csősz, Felsőiszkáz és Kisszőlős helységekben levő monostori birtokokat is. Itt székelt a jószág világi felügyelője, az urasági ispán, akit az újkorban ispánnak vagy provizornak neveztek. A település és lakóinak státusa mezővárosi volt, ami lényegesen kedvezőbbnek számított az örökös jobbágyokénál. (Alapvető különbség abban mutatkozott meg, hogy terményeik után sem kilencedet, sem tizedet nem adtak, tehát földjeik nem paraszti jogú postfunduális földeknek minősültek.) Amint az más városok lakóinál is általános volt, kilencedet csupán a Somlón művelt szőlőik után szolgáltattak. A valóságban csak házaik után adóztak, valamint nagy ünnepeken élelmet adtak, aratáskor, szénahordáskor és karácsonykor (tűzifa) szállításként robotoltak. Nem volt hosszúfuvar; a kocsmáltatás fél évig a polgárokat illette, a másik fél évben az úr borát mérték. A korai 16. század közepén kelt urbáriumuk szerint (amely „valal”-nak, városnak nevezte a helyet) ilyen volt az úrbéres helyzetük.
Küzdelmek a városi jogok védelmében. A vásárhelyi apácák, majd az 1600-tól birtokos óbudai klarisszák megpróbálkoztak a polgárok jobbágyi sorba szorításával. Először engedetlenséggel vádolták őket (hogy a megparancsolt robotot nem végzik el). Az apácák ellenük emelt panaszát 1613-ban nádori delegált bíróság tárgyalta és úgy határozott, hogy a vásárhelyieknek mindenféle robotot el kell végezniük, amit nekik parancsolnak. Az úrbéri harc ezzel kezdődött el igazán, mert az ítélet az ellenállást olyannyira fokozta, hogy 1677-ben a vásárhelyiek csaknem agyonverték az apácák ispánját, a magvaszakadt városiak jószágát pedig mind a maguk részére foglalták el. Az apácák pozsonyi úriszéke előtt meg sem jelentek, viszont a vásárhelyi polgárok az 1681. évi országgyűlésen megbízottjuk, Vásárhelyi Nagy Ferenc útján bepanaszolták az apácákat.
1694-ben újabb úriszéki ítélet kelt ellenük, mert nem teljesítették a megparancsolt munkát. 1744-ben az ügy a Helytartótanács elé került. Közben a polgárság 1743-ban teljes egyetértésben olyan értelmű határozatot hozott, hogy a régi kontraktustól és annak egyetlen pontjától el nem térnek. A szívós ellenállásnak meg is lett az eredménye. 1745-ben, majd 1787-ben kelt szerződések szabályozták a kötelezettségeket és a (mező)városi jogállás is megmaradt. 1788-ban a település népességének mintegy a fele nemesi rendű volt.
Nemes családok:
Bandics, Erős, Jankovics, Körmendy, Marton, Molnár, Nagy, Németh, Simon, Somogyi, Szabó
Egyidejűleg másik két ellenséggel is küzdeni kellett: az oligarcha Erdődy Péterrel és jogutódjával, Csoron Jánossal. A szomszédos Somló várbeli és más urak 1528-tól egy évszázadon át mindenfajta hatalmaskodásokat követtek el a város ellen. 1544-től a kegyúri jog alapján Erdődy és Csoron sajátjuknak tekintették a helyet és úgy adóztatták a lakosságot, mint saját birtokaik jobbágyságát. Hiába Ferdinánd király különös védelme, Csoron 1571-ben egész hadsereggel szállta meg Vásárhelyt és tartozékait.
A város harmadik urának számító török kegyetlenségben nem maradt el a két helyi uraskodótól. 1546-ban felégették, 1559-ben pedig depopulálták (lényegében teljesen lakhatatlanná tették) a települést, lakóit pedig menekülésre kényszerítették. Akik mégis itt maradtak, azok 1567-ben behódoltak a töröknek és évtizedeken keresztül fizették a hódoltsági adót. 1697-ben a maradék lakók is elmenekültek.

### A településgazdaság helyzete
A 16. században a város gazdasági élete stagnált. A Somlóhegynek a városhoz tartozó déli részén, a legnagyobb hasznot hajtó szőlőművelés bizonytalanná vált (1570-ben még 69 vásárhelyi személy adott hegyvámot, de ez a szám a későbbi években lényegesen lecsökkent). 1629-ben tíz pontban megalkották a hegyszabályokat. 1696-ban (viszonylag békétlen időkben) 861 kapás szőlő képezte a vásárhelyiek tulajdonát.
A földművelés általában kisebb jelentőségű megélhetési forrásnak számított, bár földje alkalmas volt gabonatermelésre is. Határa kétnyomású, eléggé termékeny talaj, azonban a Marcal és a Torna vize áradások esetén nagy károkat okozott. A helyi egykerekű malom a kommunitás (közösség) birtoka volt. (Fényes Elek leírásában kiemelte, hogy a Torna vízén jövedelmező malmok működtek.) Legelő és rét kevés volt; Lovas prédiumban (pusztán) és más pusztákon szoktak bérelni.
1667-ben a helyi közösség megvásárolta a Zala vármegyei Nagy- és Kishany pusztákat (ma Csabrendek határában) Egyed Márton nemestől, örök áron, tehát megvolt az oppidum birtokszerző képessége. Pecsétje 1617-ből ismeretes, illetve annak köriratán ez az évszám olvasható, ami szintén igazolja, hogy a városi autonómia kezdetei a 17. század elejére nyúlnak vissza.
Polgárosodás. 1828-ban két kereskedő élt a városban és 28 kézműves; közülük 13 egyedül dolgozott és csak öt folytatta a mesterségét egész éven át. Pénzkereseti lehetőségek mind kézi munkások, mind a fuvarozók számára bőven kínálkoztak a somlói szőlőkben.
A jobbágyfelszabadítás után, 1857-ben 1 nagybirtokos és 431 kisbirtokos között oszlott meg a helység határa. Négyezer holdnyi területén jelentős arányú volt a szőlő, szántója ellenben kevés, egy gazdálkodóra még három és fél hold sem jutott. Nem is fejlődött Somlóvásárhely népessége egy évszázad alatt. A kialakult nagybirtok nyomása (főleg a Katolikus Vallásalap terjeszkedése, mely az apácarend eltörlése után a község földbirtokosa lett, valamint a szőlőterületet vásárló pannonhalmi és zirci apátság) következtében indult meg a népesség proletarizálódása és fogyása.
1910-ben mezőgazdasági lakosságának egyharmada volt agrárproletár. Miután iparosodás a községben nem történt, sokan a lakosok közül nem találtak munkaalkalmat. Az emiatti vándorlási veszteség 1921-1930 között 315 fő volt.
1945 után a volt egyházi birtokon állami szőlőgazdaság alakult, a lakosság vándorlása megállt. Az 1960-as népszámlálás idején a község népessége 1567 fő volt.

### A polgári igazgatás
A település irányítását régen a bíróból és 12 esküdtből álló tanács látta el, egyben ez az elsőfokú jogszolgáltató hatóság is volt a polgárok egymás közti, nem kriminális ügyeiben. Illetékes volt a városban folyó adásvételi és más jogügyletek hitelesítésére és azokról bizonyságlevél kiadására. Ilyen ténykedése után részére a bejárandó igazságot meg kellett adni.
1627-ben a város székén kelt ítéletet az apácák úriszékéhez fellebbezték. Kriminális ügyek csak az utóbbi előtt voltak tárgyalhatók.
1773-ban népessége magyar és római katolikus hitű. Kezdettől fogva anyaegyház. Régi temploma 1785-ben rom. 1771-ben a katolikus iskoláját írják össze.
A közigazgatási terület alakulása
1785-ben hozzá tartozott az „Apáca ház" nevű külterületi lakott hely is.
Külterületi lakott helyei:
- Somlóhegy: 61 lakossal,
- Lovaspuszta: 54 lakossal és
- Rétimalom: 3 lakossal.

## Közélete

### Polgármesterei
- 1990–1994: Puskás Szalvatore (SZDSZ)[3]
- 1994–1998: Vaczkó László (független)[4]
- 1998–2002: Kovács József (független)[5]
- 2002–2006: Kovács József (független)[6]
- 2006–2010: Marton László (független)[7]
- 2010–2014: Marton László (független)[8]
- 2014–2019: Marton Zsolt (független)[9]
- 2019–2024: Marton Zsolt (független)[10]
- 2024– : Marton Zsolt (független)[1]

## Népesség
A település népességének változása:
| Lakosok száma | 1153 | 1137 | 1108 | 1011 | 1025 | 1015 | 1010 |
|               | 2013 | 2014 | 2015 | 2021 | 2022 | 2023 | 2024 |

A 2011-es népszámlálás során a lakosok 87%-a magyarnak, 4,6% cigánynak, 1,3% németnek, 0,3% románnak mondta magát (12,7% nem nyilatkozott; a kettős identitások miatt a végösszeg nagyobb lehet 100%-nál). A vallási megoszlás a következő volt: római katolikus 61%, református 3%, evangélikus 1,4%, görökatolikus 0,1%, felekezeten kívüli 10,8% (23,1% nem nyilatkozott).
2022-ben a lakosság 92,6%-a vallotta magát magyarnak, 2,3% cigánynak, 1% németnek, 0,3% lengyelnek, 0,2% románnak, 0,1-0,1% ukránnak és szlováknak, 1,8% egyéb, nem hazai nemzetiségűnek (7,2% nem nyilatkozott; a kettős identitások miatt a végösszeg nagyobb lehet 100%-nál). Vallásuk szerint 53,7% volt római katolikus, 2,9% református, 2,2% evangélikus, 0,2% görög katolikus, 0,4% egyéb keresztény, 1,2% egyéb katolikus, 8,9% felekezeten kívüli (30,5% nem válaszolt).

## Természeti, történelmi értékei, látnivalói
- Veszprém vármegye egyik legjobb bort termő tája a Somló, mely Somlóvásárhely, Somlószőlős, Doba és Somlójenő határába tartozik. A közép- és újkorban szőlőit helybeliek és vidékiek művelték, s utánuk hegyvámot, bordézsmát adtak; a szőlőket a nevezett helységek földesurai, a Zichy, Batthyány stb. családok, a somlóvásárhelyi apácák, a pálosok s mások bírták. 1773-ban pl. a Batthyány család része 5 989 négyszögöl szőlő, ami 341 kat. hold. A somlói borok mindmáig a legjobb hírnévnek örvendenek.
- A somlói várrom a Bakony egyik legépebb ilyen nemű emléke. Kapuja a várat csaknem körülfutó sikátorhoz vezet. Van előudvara őrtoronnyal, belső udvara ciszternával. Csúcsíves jellegű, a 14-15. században épült. Napjainkban a vár felett, a Somló tetején turistaházat építettek.
- A ma is látható Benedek-rendi apácakolostor, és az 1791-ben felszentelt plébániatemplom, melynek falába egy római katona síremlékét is beépítették.
- A település intézményei színvonalas szolgáltatásokkal várják az itt élőket és a Somló Tájvédelmi Körzet látogatóit.

## Régi mondások, falucsúfolók a településről
- Akkorát esett Devecser, s*ggre esett Vásárhel. [A mondás eredete nem ismert.][13]